# شهر قدیمی ویلنیوس
شهر قدیمی ویلنیوس (لیتوانیایی: Vilniaus senamiestis)، یکی از بزرگ‌ترین شهرهای قدیمی بازمانده قرون وسطایی در اروپا شمالی، همان‌طور که در سایت‌های میراث جهانی یونسکو نوشته شده است، مساحتی معادل ۳٫۵۹ کیلومتر مربع (۸۸۷ هکتار) دارد. این مجموعه شامل ۷۴ محله، با ۷۰ خیابان و مسیر به تعداد ۱۴۸۷ ساختمان با مساحت کل ۱٬۴۹۷٬۰۰۰ متر مربع است. بخش اداری شهر قدیمی (شورای قدیمی شهر) یک قلمرو بزرگتر است و بیش از ۴٫۵ کیلومتر مربع وسعت دارد. توسط دوک بزرگ لیتوانیایی و پادشاه لهستان جوگایلا در سال ۱۳۸۷ در حقوق ماگدبورگ قدیمی‌ترین بخش پایتخت لیتوانی ویلنیوس تأسیس شد، و در طول دوره توسعه یافته بود. قرن‌های متمادی، و توسط تاریخ شهر و تأثیر فرهنگی دائماً در حال تغییر شکل گرفته است. این مکانی است که برخی از بزرگ‌ترین سبک‌های معماری اروپا در آن—گوتیک، رنسانس، باروک و معماری نئوکلاسیک—در کنار هم بایستند و مکمل یکدیگر باشند. بسیاری از کاتولیک، لوتری و ارتدوکس کلیساها، خانه‌های مسکونی، بناهای فرهنگی و معماری، موزه‌ها در شهر قدیمی وجود دارد.
خیابان پیلیس شریان اصلی شهر قدیمی و مرکز زندگی کافه‌ها و بازارهای خیابانی است. خیابان اصلی ویلنیوس، خیابان گدیمیناس، تا حدی در شهر قدیمی واقع شده است. میدان‌های مرکزی شهر قدیمی عبارتند از میدان کلیسای جامع و میدان تالار شهر.
یکی از پیچیده‌ترین مجموعه‌های معماری، گروه معماری دانشگاه ویلنیوس است که بخش بزرگی از شهر قدیمی را اشغال کرده و دارای ۱۳ حیاط است. این کشور به نمایندگی از لیتوانی در پارک اروپای کوچک در بروکسل انتخاب شد.
در سال ۱۹۹۴، شهر قدیمی ویلنیوس به عنوان یک یونسکو سایت میراث جهانی (شماره ۵۴۱) به دلیل ارزش جهانی و اصالت آن گنجانده شد. این شهر به عنوان یکی از زیباترین شهرهای قاره کهن شناخته شده است که دارای بزرگ‌ترین شهر قدیمی باروک در کل اروپای شرقی و مرکزی است. تعریف «مرکز تاریخی» به خودی خود معنای وسیع تری نسبت به شهر قدیمی دارد که قبلاً با دیوارهای دفاعی محاصره شده بود. این شهر حومه‌های تاریخی ارزشمند ویلنیوس، مانند اوژوپیس را در بر می‌گیرد که از لحاظ تاریخی خارج از مرزهای شهر بوده است؛ بنابراین اوژوپیس اغلب بخشی از شهر قدیمی ویلنیوس در نظر گرفته می‌شود.
۳۵۲ هکتار شهر قدیمی ویلنیوس (شهر قدیم) به عنوان یونسکو سایت میراث جهانی را نباید با یکی از ۲۱ منطقه قدیمی ویلنیوس اشتباه گرفت - شهر قدیم (محله‌ای با یک قلمرو کمی بزرگتر - ۴۵۰ هکتار).

## مکان‌های دیدنی
در شهر قدیمی بیش از هر بخش دیگری از ویلنیوس بناهای تاریخی مورد توجه وجود دارد. آنها عبارتند از:

### کاخ‌ها
- کاخ ریاست جمهوری
- کاخ سلوشکو
- کاخ رادویلاس
- کاخ تایزنهاوس
- مجموعه قلعه ویلنیوس با برج گدیمیناس و کاخ سلطنتی

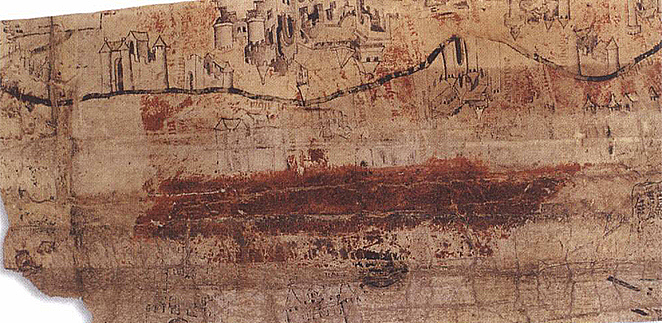
بخشی از نقشه، که قدیمی‌ترین تصویر شناخته شده از پایتخت لیتوانی ویلنیوس (قرن چهاردهم)، «نقشه راه بوهمی» را به تصویر می‌کشد.

### آثار مذهبی
- سنت. کلیسای آنه
- کلیسای سنت فرانسیس و سنت برنارد
- سنت. کلیسای فرشته مایکل
- کلیسای سنت جانز
- کلیسای سنت کازیمیر
- کلیسای جامع ویلنیوس در میدان کلیسای جامع

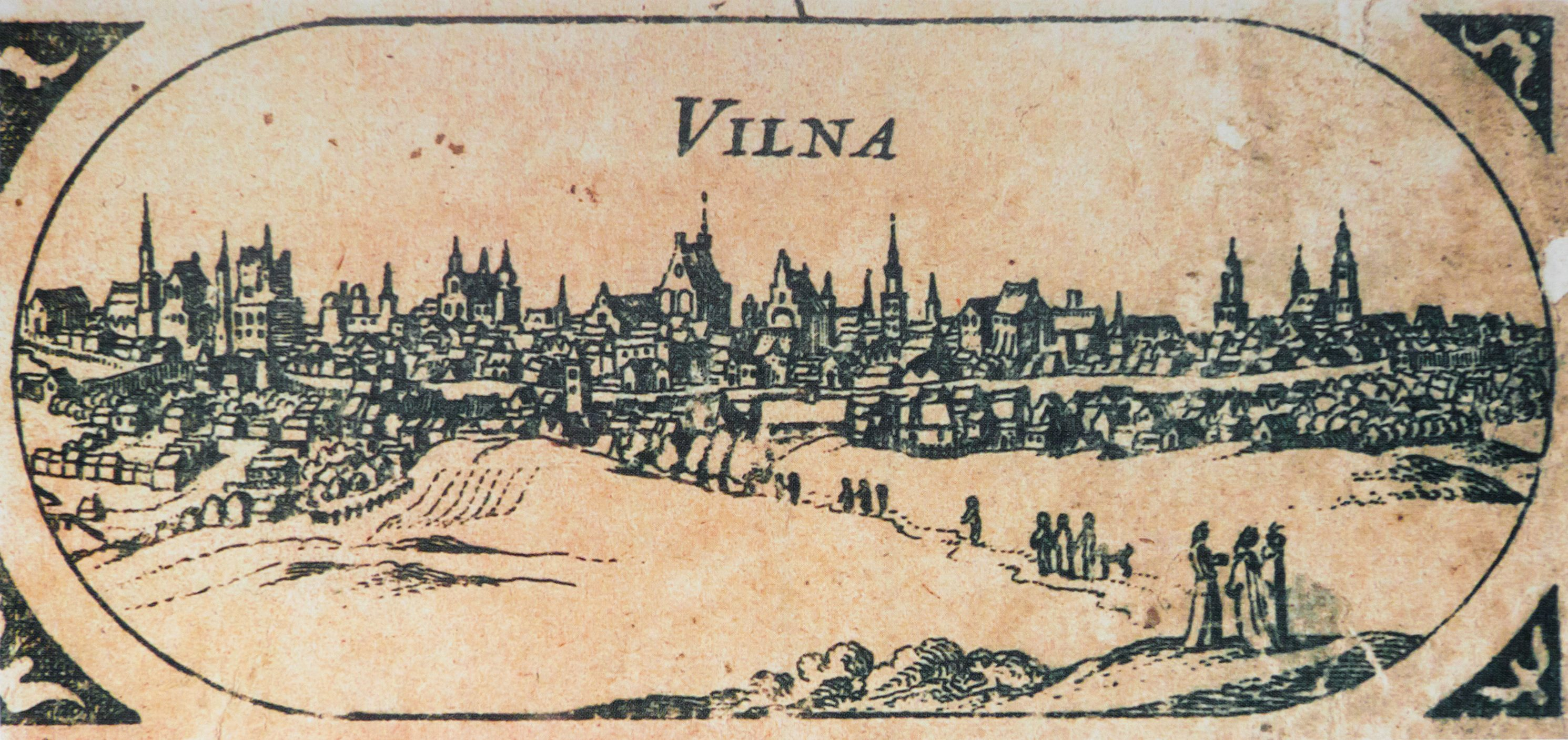
پانورامای ویلنیوس در قرن هفدهم.

- سنت کلیسای نیکلاسپانورامای ویلنیوس در قرن هفدهم.کلیسای تمام مقدسات

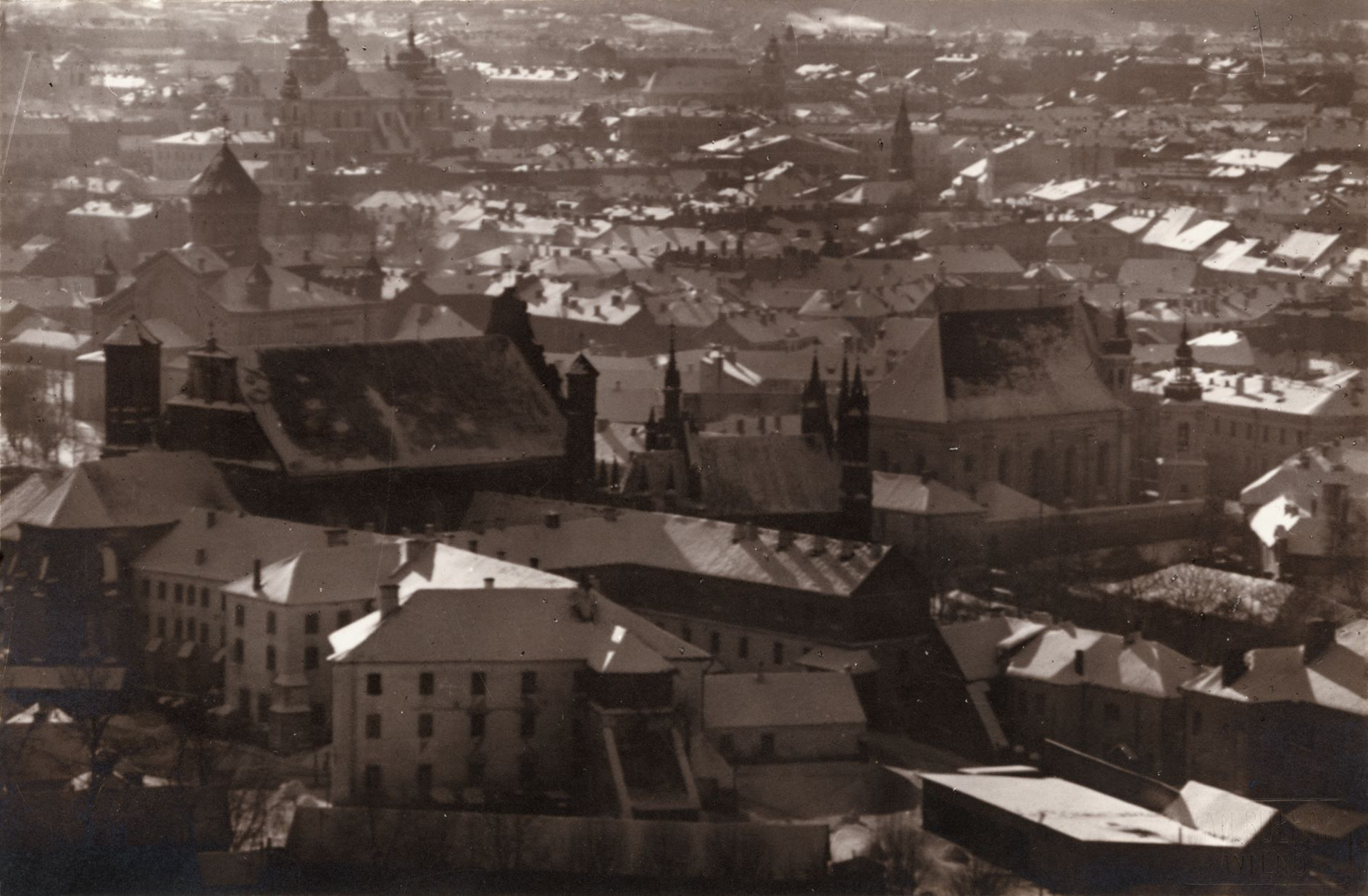
شهر قدیمی ویلنیوس در سال ۱۹۱۹

- کلیسای سنت ترزا
- دروازه سحر
- سه صلیب
- کلیسای سنت کاترین
- کلیسای سنت فیلیپ و سنت یعقوب
- کلیسای ارتدکس روح القدسشهر قدیمی ویلنیوس در سال ۱۹۱۹
- صومعه تثلیث مقدس
- کلیسای جامع تئوتوکوس
- سنت. کلیسای نیکلاس
- سنت. کلیسای پاراسکوا
- کلیسای لوتری انجیلی
- کلیسای دومینیکن روح القدس

### سایر مکان‌های دیدنی

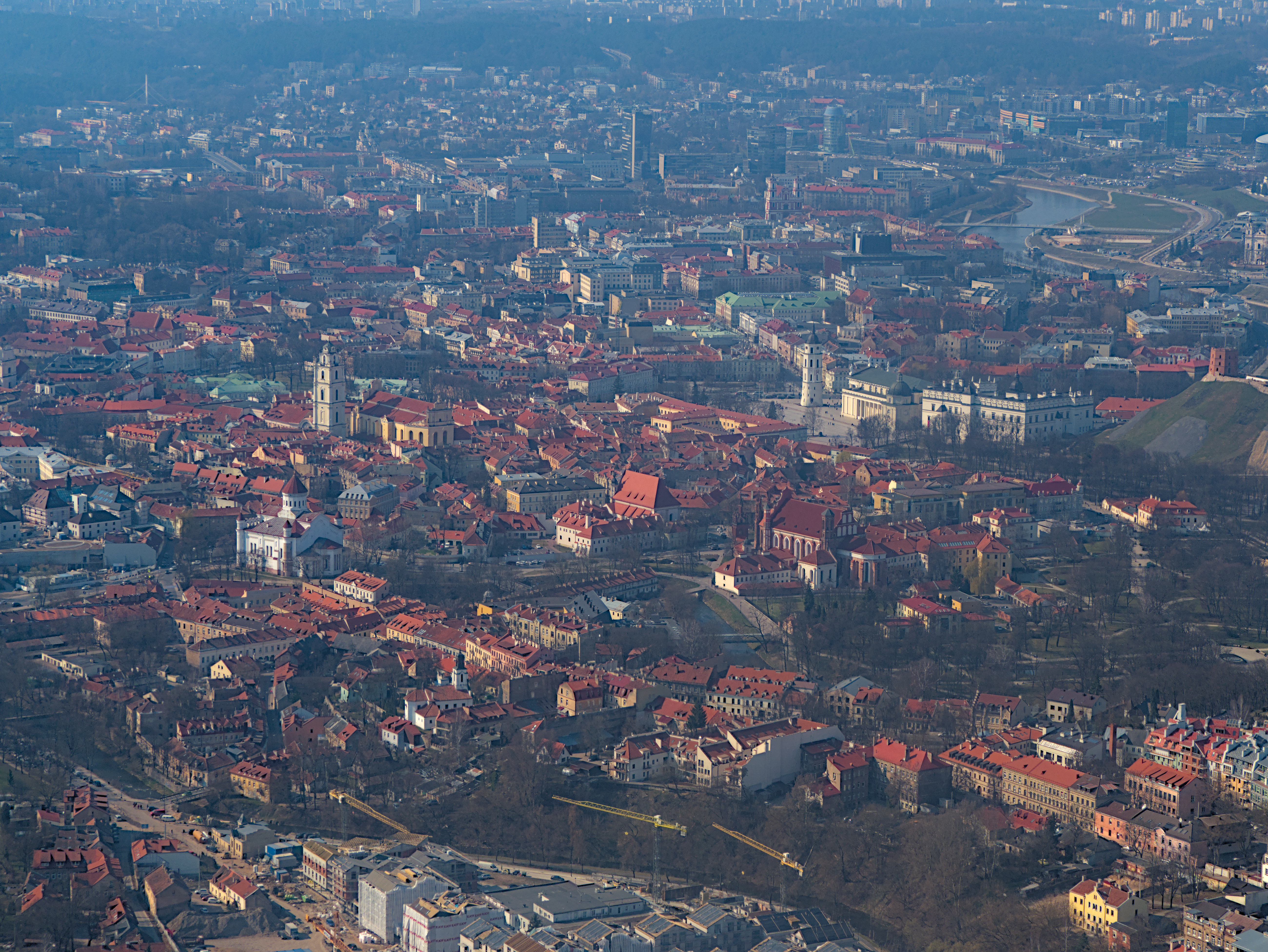
عکس هوایی از شهر قدیمی در سال ۲۰۱۸

- خانه امضاکنندگان
- موزه ملی لیتوانی
- تئاتر درام ملی لیتوانی
- قطعاتی از دیوار شهر ویلنیوس
- سیاه چال‌های ویلنیوس
- دانشگاه ویلنیوس